# Sveta Ana község
Sveta Ana község (szlovén nyelven Občina Sveta Ana) Szlovénia 212 alapfokú közigazgatási egységének, azaz községének egyike a Podravska statisztikai régióban, a Slovenske gorice hegységben. Adminisztratív központja Sveta Ana v Slovenskih Goricah település. A község a történelmi szlovén Stájerország (Štajersko) régió része.

## A községhez tartozó települések
A községhez Sveta Ana v Slovenskih Goricah székhelyen kívül a következő települések tartoznak:
- Dražen Vrh
- Froleh
- Kremberk
- Krivi Vrh
- Ledinek
- Lokavec
- Rožengrunt
- Zgornja Bačkova
- Zgornja Ročica
- Zgornja Ščavnica
- Žice

## Népesség
| Lakosok száma | 2384 | 2348 | 2335 | 2344 | 2343 | 2316 | 2319 | 2290 | 2297 | 2298 |
|               | 2008 | 2009 | 2011 | 2012 | 2013 | 2015 | 2016 | 2017 | 2019 | 2020 |